# Galacho de El Burgo de Ebro

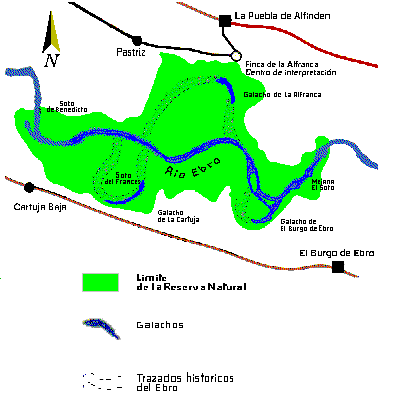
Mapa de los galachos.

El galacho del Burgo de Ebro se sitúa en el término municipal de El Burgo de Ebro (Comarca Central, provincia de Zaragoza, Aragón, España). Se encuentra en el tramo medio del valle del Ebro, a unos 14 km de la ciudad de Zaragoza. Junto a los galachos de La Alfranca y La Cartuja forma la reserva natural dirigida de los Sotos y Galachos del Ebro.

## Generalidades
Un galacho se trata de un antiguo meandro del río abandonado por sucesivas modificaciones de su cauce.

## Flora y fauna
Próximas a la orilla, inundadas casi permanentemente, se pueden observar praderas de pastalum en el río y aneas y carrizos en los galachos.
- Datos: Q5874009